# Dwyane Wade
Dwyane Tyrone Wade, Jr. (ur. 17 stycznia 1982 w Chicago) – amerykański koszykarz grający na pozycji rzucającego obrońcy. Mistrz olimpijski i medalista mistrzostw świata, trzykrotny mistrz NBA. 
Do NBA trafił w 2003, kiedy to został wybrany z 5 numerem draftu przez Miami Heat. W klubie tym występował przez trzynaście lat. W 2016 został zawodnikiem Chicago Bulls, a rok później Cleveland Cavaliers. Karierę zakończył w 2019 jako zawodnik Heat.
W 2006 otrzymał nagrodę najlepszego zawodnika finałów NBA, po tym jak Heat zwyciężyli w nich z Dallas Mavericks 4–2. Mistrzostwo NBA zdobywał jeszcze dwukrotnie: w 2012 i 2013 – również z Heat. Był członkiem reprezentacji Stanów Zjednoczonych m.in. na Igrzyska Olimpijskie w Atenach (2004) – brązowy medal i Igrzyska Olimpijskie w Pekinie (2008) – złoty medal.

## Życiorys
Wade studiował na Marquette University, gdzie w latach 2001–2003 grał w drużynie uniwersyteckiej Marquette Golden Eagles. Podczas dwóch sezonów występów w NCAA uzyskał średnią 19,7 punktów na mecz. W sezonie 2002/2003 został wybrany najlepszym koszykarzem Conference USA. 
Do ligi NBA został wybrany w drafcie w roku 2003, z numerem 5. W pierwszym roku gry w Miami, jako lider, wraz z Lamarem Odomem doprowadził swą drużynę do play-off (bilans 42-40). W pierwszej rundzie, dzięki świetnej grze Wade’a i dramatycznych siedmiu meczach, Heat ograli Hornets 4-3. W drugiej rundzie na ich drodze stanęli jednak Pacers, z którymi przegrali 2-4. Mimo wszystko działacze byli zachwyceni swym nowym gwiazdorem i postanowili wokół niego zbudować nową drużynę. 
Przed drugim sezonem, do Miami przybył Shaquille O’Neal. Jego obecność tchnęła w Miami nowe życie. Mimo odejścia Odoma (powędrował do Los Angeles Lakers za O'Neala) bilans zespołu poprawił się do 59-23, co było jej najlepszym wynikiem w historii, do czasu sezonu 2012-13. Ponadto, O'Neal zajął drugie miejsce w głosowaniu na MVP (zwycięzcą został Steve Nash z Phoenix Suns), a Wade został wybrany do drugiej piątki ligi oraz zajął drugie miejsce w głosowaniu na największy postęp sezonu NBA. Przez play-off Heat szli jak burza. Najpierw 4-0 pokonali New Jersey Nets, później w takim samym stosunku wyeliminowali Washington Wizards. Przeszkodą okazała się inna potęga ligi, ówcześni Mistrzowie - Detroit Pistons. Po pięciu spotkaniach Heat objęli prowadzenie 3-2, ale kontuzji doznał Wade i wtedy wyszło na jaw, jaką wartość stanowił dla Miami ten młody gracz. Detroit wygrało dwa kolejne mecze i Heat pożegnali się z szansą gry w finałach. Jasne było, że potrzebne są dalsze zmiany.
W składzie nastąpiła niemała rewolucja. Z drużyną pożegnali się Eddie Jones i Damon Jones, a w ich miejsce przyszli Gary Payton, Antoine Walker i James Posey. W składzie miejsce zachował, prócz Shaqa i D-Wade’a tylko Udonis Haslem. Sezon 2005/2006 drużyna zakończyła z wynikiem 52-30. W pierwszej rundzie play-off miała mało kłopotów z Chicago Bulls i pokonała ich 4-2. W drugiej rundzie bez problemów szybko uporała się z New Jersey Nets 4-1, stając się pierwszym finalistą konferencji wschodniej. Tam Wade i spółka rozprawili się z Detroit Pistons 4-2 rewanżując się za porażkę sprzed roku. W finale Heat mierzyli się z Dallas Mavericks. Mimo niekorzystnego stanu rywalizacji po trzech meczach(1-2) Heat byli w stanie odrobić straty i wygrać pojedynek z rywalami z Teksasu.
W 2006 został wybrany przez Sports Illustrated sportowcem roku. Koszulka z nazwiskiem Wade’a była najczęściej kupowaną spośród koszulek wszystkich koszykarzy NBA przez prawie dwa lata.
Sezon 2006/2007 upłynął pod znakiem początku przebudowy zespołu. Heat w pierwszej rundzie PO ulegli graczom Chicago Bulls 4-0.
W sezonie 2007/2008 Wade doznał groźnej kontuzji łydki. Z tego powodu Heat wygrali tylko 15 spotkań i nie zakwalifikowali się do play-offów.
Sezony 2008/2009 i 2009/2010 były niemal identyczne. Wade niemal w pojedynkę doprowadzał swój zespół do play-offów, gdzie ci ulegali w pierwszej rundzie kolejno zawodnikom Atlanty Hawks(2009) i Boston Celtics(2010).
Latem 2010 do zespołu dołączyli LeBron James i Chris Bosh. Razem z Wade’em mieli przesądzić o sukcesach przebudowanej drużyny Heat. Sezon 2010/2011 był jednak dla zawodników Heat pełen wzlotów i upadków, nowo powstały zespół nie spełniał oczekiwań kibiców i ekspertów, a sezon zasadniczy zakończył na drugim miejscu konferencji wschodniej, z Wade’em notującym średnio 25.5 pkt. na mecz. Swoją siłę zespół pokazał dopiero w play-off, kiedy to rozprawił się kolejno z Philadelphia 76ers (4-1), Boston Celtics(4-1) oraz Chicago Bulls(4-1). W finałach przyszło im się mierzyć z drużyną weteranów Dallas Mavericks, i pomimo obiecującego początku i objęcia prowadzenia w serii 2-1, drużyna z Miami przegrała kolejne 3 mecze, tym samym przegrywając walkę o tytuł na korzyść drużyny z Dallas. Fala krytyki spadła głównie na Lebrona Jamesa, któremu zarzucano pasywność i brak brania odpowiedzialności za wynik na siebie i znikanie w decydujących końcówkach meczów. Sam Wade rozgrywał bardzo dobre finały, liderując drużynie Miami i pewnie zmierzając po tytuł MVP Finałów, jednak w meczu nr. 5 nabawił się kontuzji biodra, która skutecznie uniemożliwiała mu grę na wysokim poziomie. 
Skrócony sezon (lockout) 2011/2012 przyniósł drużynie z Miami nowe nadzieje na odniesienie sukcesu. Pożegnano się z zawodzącym Mikiem Bibbym oraz Eddiem House'em, a w ich miejsce pojawił się weteran Shane Battier oraz pierwszoroczniak Norris Cole. Pomimo mniej efektywnego sezonu w wykonaniu Wade’a (22.1 pkt.na mecz/4.8 zb./4.6 ast.) drużyna ponownie uplasowała się na drugiej pozycji konferencji wschodniej, tym samym w pierwsze rundzie play-off było im dane zmierzyć się z drużyną New York Knicks, a rywalizację tę wygrali 4-1. W kolejnych rundach pokonali odpowiednio Indiana Pacers (4-2), oraz Boston Celtics (4-3). W finałach spotkali się z młodą drużyną Oklahoma City Thunder i przeganiając złe demony z finałów 2011, rozgromili przeciwnika 4-1. Wade w tych finałach notował średnio 22.6 pkt na mecz, przy ogólnej średniej z całych play-offów 22.8 pkt. na mecz. 
6 lipca 2016 został zawodnikiem Chicago Bulls, podpisując dwuletnią umowę wartą 47,5 miliona dolarów.
27 września 2017 został zawodnikiem Cleveland Cavaliers. 8 lutego 2018 w wyniku wymiany z udziałem kilku zespołów trafił z powrotem do Miami Heat. 18 września podpisał kolejną umowę z Heat.
8 grudnia 2018 rozegrał tysięczny mecz w swojej karierze. Zdobył w nim 25 punktów prowadząc swoją drużynę do zwycięstwa 121-98 nad Los Angeles Clippers.
10 kwietnia 2019 wystąpił oficjalnie w ostatnim meczu swojej kariery w NBA, przeciw Brooklyn Nets. Podczas przegranego przez Miami spotkania 94-113 zaliczył triple-double, notując 25 punktów, 11 zbiórek i 10 asyst.

## Osiągnięcia
Na podstawie, o ile nie zaznaczono inaczej.

### NCAA
- Uczestnik:
  - rozgrywek NCAA Final Four (2003)
  - turnieju NCAA (2002, 2003)
- Mistrz sezonu regularnego konferencji USA (2003)
- Zawodnik roku konferencji USA (2003)
- Obrońca roku C-USA (2003)[13]
- Most Outstanding Player (MOP=MVP) turnieju Great Alaska Shootout (2002)
- Zaliczony do:
  - I składu:
    - All-American (2003)
    - C-USA (2002, 2003)
    - turnieju Coaches vs. Classic (2003)

  - III składu All-American (2002 przez Sporting News)

### NBA
- 3-krotny mistrz NBA z Miami Heat (2006, 2012, 2013)
- Wicemistrz NBA (2011, 2014)
- MVP:
  - finałów NBA (2006)[14]
  - meczu gwiazd NBA (2010)[15]
- 13-krotnie wybierany do udziału w meczu gwiazd NBA (2005, 2006, 2007, 2008, 2009, 2010, 2011, 2012, 2013, 2014, 2015[a], 2016, 2019[17])
- Zaliczony do:
  - I składu:
    - NBA (2009, 2010)
    - debiutantów NBA (2004)[18]

  - II składu:
    - NBA (2005, 2006, 2011)
    - defensywnego NBA (2005, 2009, 2010)[19]

  - III składu NBA (2007, 2012, 2013)
  - składu najlepszych zawodników w historii NBA, wybranego z okazji obchodów 75-lecia istnienia ligi (2021)[20]
- 2-krotny zwycięzca Skills Challenge[21] (2006, 2007)
- Uczestnik: 
  - Rising Stars Challenge (2004, 2005)
  - Skills Challenge (2006, 2007, 2008)
- Lider:
  - sezonu zasadniczego pod względem:
    - liczby punktów (2386 – 2009)
    - średniej punktów na mecz (30,2 – 2009)[22]

  - play-off w średniej zdobytych punktów (2010)[23]
- Sportowiec roku 2006 „Sports Illustrated” (6 zawodnik NBA w historii który uzyskał ten tytuł)[24]
- Zawodnik:
  - miesiąca NBA (grudzień 2004, luty 2006, grudzień 2008, luty 2009, marzec 2010, grudzień 2010)
  - tygodnia NBA (22.02.2004, 7.11.2004, 5.12.2005, 1.01.2006, 14.01.2007, 4.02.2007, 11.02.2007, 24.11.2008, 8.12.2008, 9.03.2009, 8.03.2010, 29.03.2010, 13.12.2010, 3.01.2011, 14.03.2011, 11.03.2013, 23.12.2013, 23.03.2015, 1.02.2016)

### Reprezentacja
- Mistrz olimpijski (2008)
- Brązowy medalista:
  - olimpijski (2004)
  - mistrzostw świata (2006)
- Lider igrzysk olimpijskich w skuteczności rzutów z gry (2008 – 67,1%)[25]

## Statystyki w NBA
Na podstawie Basketball-Reference.com (ang.)

### Sezon regularny
| Sezon   | Drużyna   | M    | S5  | MPG  | FG%   | 3P%   | FT%   | RPG | APG | SPG | BPG | PPG  |
| ------- | --------- | ---- | --- | ---- | ----- | ----- | ----- | --- | --- | --- | --- | ---- |
| 2003/04 | Miami     | 61   | 56  | 34,9 | 46,5% | 30,2% | 74,7% | 4,0 | 4,5 | 1,4 | 0,6 | 16,2 |
| 2004/05 | Miami     | 77   | 77  | 38,6 | 47,8% | 28,9% | 76,2% | 5,2 | 6,8 | 1,6 | 1,1 | 24,1 |
| 2005/06 | Miami     | 75   | 75  | 38,6 | 49,5% | 17,1% | 78,3% | 5,7 | 6,7 | 1,9 | 0,8 | 27,2 |
| 2006/07 | Miami     | 51   | 50  | 37,9 | 49,1% | 26,6% | 80,7% | 4,7 | 7,5 | 2,1 | 1,2 | 27,4 |
| 2007/08 | Miami     | 51   | 49  | 38,3 | 46,9% | 28,6% | 75,8% | 4,2 | 6,9 | 1,7 | 0,7 | 24,6 |
| 2008/09 | Miami     | 79   | 79  | 38,6 | 49,1% | 31,7% | 76,5% | 5,0 | 7,5 | 2,2 | 1,3 | 30,2 |
| 2009/10 | Miami     | 77   | 77  | 36,3 | 47,6% | 30,0% | 76,1% | 4,8 | 6,5 | 1,8 | 1,1 | 26,6 |
| 2010/11 | Miami     | 76   | 76  | 37,1 | 50,0% | 30,6% | 75,8% | 6,4 | 4,6 | 1,5 | 1,1 | 25,5 |
| 2011/12 | Miami     | 49   | 49  | 33,2 | 49,7% | 26,8% | 79,1% | 4,8 | 4,6 | 1,7 | 1,3 | 22,1 |
| 2012/13 | Miami     | 69   | 69  | 34,7 | 52,1% | 25,8% | 72,5% | 5,0 | 5,1 | 1,9 | 0,8 | 21,2 |
| 2013/14 | Miami     | 54   | 53  | 32,9 | 54,5% | 28,1% | 73,3% | 4,5 | 4,7 | 1,5 | 0,5 | 19,0 |
| 2014/15 | Miami     | 62   | 62  | 31,8 | 47,0% | 28,4% | 76,8% | 3,5 | 4,8 | 1,2 | 0,3 | 21,5 |
| 2015/16 | Miami     | 74   | 73  | 30,5 | 45,6% | 15,9% | 79,3% | 4,1 | 4,6 | 1,1 | 0,6 | 19,0 |
| 2016/17 | Chicago   | 60   | 59  | 29,9 | 43,4% | 31,0% | 79,4% | 4,5 | 3,8 | 1,4 | 0,7 | 18,3 |
| 2017/18 | Cleveland | 46   | 3   | 23,2 | 45,5% | 32,9% | 70,1% | 3,9 | 3,5 | 0,9 | 0,7 | 11,2 |
| 2017/18 | Miami     | 21   | 0   | 22,2 | 40,9% | 22,0% | 74,5% | 3,4 | 3,1 | 0,9 | 0,7 | 12,0 |
| 2018/19 | Miami     | 72   | 2   | 26,2 | 43,3% | 33,0% | 70,8% | 4,0 | 4,2 | 0,8 | 0,5 | 15,0 |
| Razem   |           | 1054 | 909 | 33,9 | 48,0% | 29,3% | 76,5% | 4,7 | 5,4 | 1,5 | 0,8 | 22,0 |

### Play-offy
| Sezon | Drużyna | M   | S5  | MPG  | FG%   | 3P%   | FT%   | RPG | APG | SPG | BPG | PPG  |
| ----- | ------- | --- | --- | ---- | ----- | ----- | ----- | --- | --- | --- | --- | ---- |
| 2004  | Miami   | 13  | 13  | 39,2 | 45,5% | 37,5% | 78,7% | 4,0 | 5,6 | 1,3 | 0,3 | 18,0 |
| 2005  | Miami   | 14  | 14  | 40,8 | 48,4% | 10,0% | 79,9% | 5,7 | 6,6 | 1,6 | 1,1 | 27,4 |
| 2006  | Miami   | 23  | 23  | 41,7 | 49,7% | 37,8% | 80,8% | 5,9 | 5,7 | 2,2 | 1,1 | 28,4 |
| 2007  | Miami   | 4   | 4   | 40,5 | 42,9% | 0,0%  | 68,8% | 4,8 | 6,3 | 1,3 | 0,5 | 23,5 |
| 2009  | Miami   | 7   | 7   | 40,7 | 43,9% | 36,0% | 86,2% | 5,0 | 5,3 | 0,9 | 1,6 | 29,1 |
| 2010  | Miami   | 5   | 5   | 42,0 | 56,4% | 40,5% | 67,5% | 5,6 | 6,8 | 1,6 | 1,6 | 33,2 |
| 2011  | Miami   | 21  | 21  | 39,4 | 48,5% | 26,9% | 77,7% | 7,1 | 4,4 | 1,6 | 1,3 | 24,5 |
| 2012  | Miami   | 23  | 23  | 39,4 | 46,2% | 29,4% | 72,9% | 5,2 | 4,3 | 1,7 | 1,3 | 22,8 |
| 2013  | Miami   | 22  | 22  | 35,5 | 45,7% | 25,0% | 75,0% | 4,6 | 4,8 | 1,7 | 1,0 | 15,9 |
| 2014  | Miami   | 20  | 20  | 34,7 | 50,0% | 37,5% | 76,7% | 3,9 | 3,9 | 1,5 | 0,3 | 17,8 |
| 2016  | Miami   | 14  | 14  | 33,8 | 46,9% | 52,2% | 78,1% | 5,6 | 4,3 | 0,8 | 0,9 | 21,4 |
| 2017  | Chicago | 6   | 6   | 31,7 | 37,2% | 35,3% | 95,2% | 5,0 | 4,0 | 0,8 | 1,3 | 15,0 |
| 2018  | Miami   | 5   | 0   | 25,4 | 44,3% | 0,0%  | 80,8% | 4,2 | 3,6 | 1,4 | 0,2 | 16,6 |
| Razem |         | 177 | 172 | 37,8 | 47,4% | 33,8% | 78,0% | 5,2 | 4,9 | 1,5 | 1,0 | 22,3 |

### Rekordy w NBA
| Statystyka            | Data              | Przeciwko        | Źródło |
| --------------------- | ----------------- | ---------------- | ------ |
| Punkty: 55            | 12 kwietnia 2009  | New York Knicks  | [ 26 ] |
| Zbiórki: 16           | 28 stycznia 2011  | New York Knicks  | —      |
| Zbiórki w ataku: 6    | 2 razy            | —                |        |
| Zbiórki w obronie: 11 | 7 grudnia 2006    | Sacramento Kings | [ 27 ] |
| Asysty: 16            | 2 razy            | —                |        |
| Przechwyty: 8         | 16 listopada 2013 | Dallas Mavericks | [ 28 ] |
| Bloki: 5              | 3 razy            | -                | [ 29 ] |
| Minuty: 52            | 2 razy            | —                |        |
| Na podstawie: nba.com |                   |                  |        |

## Ciekawostki
- Jest jednym z siedmiu graczy w historii NBA, którzy w rundzie play-off zdobywali 25 punktów, 8 zbiórek i 6 asyst, rzucając przy tym ze skutecznością z gry 50% lub więcej (pozostali to Bob Cousy, Oscar Robertson, Wilt Chamberlain, Larry Bird, Magic Johnson i Michael Jordan. Wade takiego wyczynu dokonał dwukrotnie.
- W 76 kolejnych meczach (od 15 kwietnia 2005 do 8 kwietnia 2006) zdobywał 10 lub więcej punktów (rekord Miami Heat)[30].
- W meczu sezonu zasadniczego z Detroit Pistons (12 lutego 2006) Wade zdobył 17 kolejnych (i zarazem ostatnich) punktów swojego zespołu (rekord Miami Heat)[31].
- W wyżej wymienionym meczu, z 17 pkt, ostatnie dwa zdobyte rzutem z odchylenia ponad Tayshaunem Princem na 2,3 sekundy do końca spotkania dały jego drużynie zwycięstwo 100:98[31].
- W sezonie 2004/2005 w serii z Washington Wizards Wade pobił kolejne trzy rekordy: w ilości punktów w meczu (42) i kwarcie (22) w meczu nr 4[32] oraz w ilości asyst (15) w meczu numer 2[33].
- Jest jedynym zawodnikiem w historii NBA, o wzroście poniżej 6 stóp i 5 cali, który zaliczył 100 lub więcej bloków w jednym sezonie[34].

## Życie prywatne
Jego żoną od 30 sierpnia 2014 jest Gabrielle Union, aktorka i modelka.